# Мушля (сцена)

Музична естрада «Мушля»

«Мушля», також «Черепашка» — літня сцена (музична естрада), розташована в Міському саду в Києві, поруч зі стадіоном «Динамо». Назву отримала через свою архітектурну форму.
Побудована в 1981–1982 роках, коли в Маріїнському парку проводилася реконструкція. Споруду звели з нагоди святкування 1500-річчя Києва.
Тут часто проходять різноманітні концерти, виступи і танці.
Архітектор — Юрій Серьогін.